# Starmania/Staffel 3
Die dritte Staffel der österreichischen Gesangs-Castingshow Starmania wurde ab Herbst 2006 im Programm des Österreichischen Rundfunks ausgestrahlt.
Die dritte Staffel startete am 6. Oktober 2006. Die Moderation der Show übernahm wieder Arabella Kiesbauer. Als „Juror“ nach jedem Starmaniac-Auftritt fungierte wieder Hannes Eder.

## Verlauf
Bei dieser Staffel gab es zu Beginn zwei Gruppen mit jeweils neun Teilnehmern (die aus rund 2500 Bewerbungen ausgesucht wurden). Die erste Gruppe startete am 6. Oktober und sang drei Wochen lang. Jede Woche schied einer der Kandidaten durch das Zuschauervoting aus. Die 2. Gruppe startete am 27. Oktober und sang wiederum drei Wochen lang. In diesen sechs Wochen sind folgende Kandidaten ausgeschieden: Dagmar Hinterer (ausgeschieden am 6. Oktober 2006), Tanja Dickbauer (ausgeschieden am 13. Oktober 2006), René Hemetsberger (ausgeschieden am 20. Oktober 2006), Monika Ivkic (ausgeschieden am 27. Oktober 2006), Simone Mörz (ausgeschieden am 3. November 2006), Radina Veliova (ausgeschieden am 10. November 2006). Natalie Schneider verzichtete wegen einer Nierenbeckenentzündung auf Anraten der Ärzte freiwillig am 31. Oktober 2006 auf die weitere Teilnahme und wurde durch Lois Zarculea ersetzt.
Nach sechs Wochen existierten also zwei Gruppen mit nur mehr jeweils sechs Kandidaten. Diese beiden Gruppen wurden zusammengelegt und es ergab sich die Finalgruppe mit zwölf Teilnehmern. Von dort an sangen die „Starmaniacs“ um den ersten Platz. Jede Woche schieden zwei Kandidaten aus, ein Kandidat konnten allerdings mittels „Friendship-Ticket“ wieder ins Team geholt werden. Diese Option endete jedoch sobald nur mehr sechs Kandidaten übrig waren. In der letzten Show am 26. Jänner 2007 stellten sich dann drei Finalisten dem Voting der Zuseher. Zuerst wurde der Drittplatzierte ermittelt und die zwei Verbliebenen sangen schlussendlich um den Plattenvertrag von Universal Music Austria. Gewonnen hat Nadine Beiler.

## Finalisten

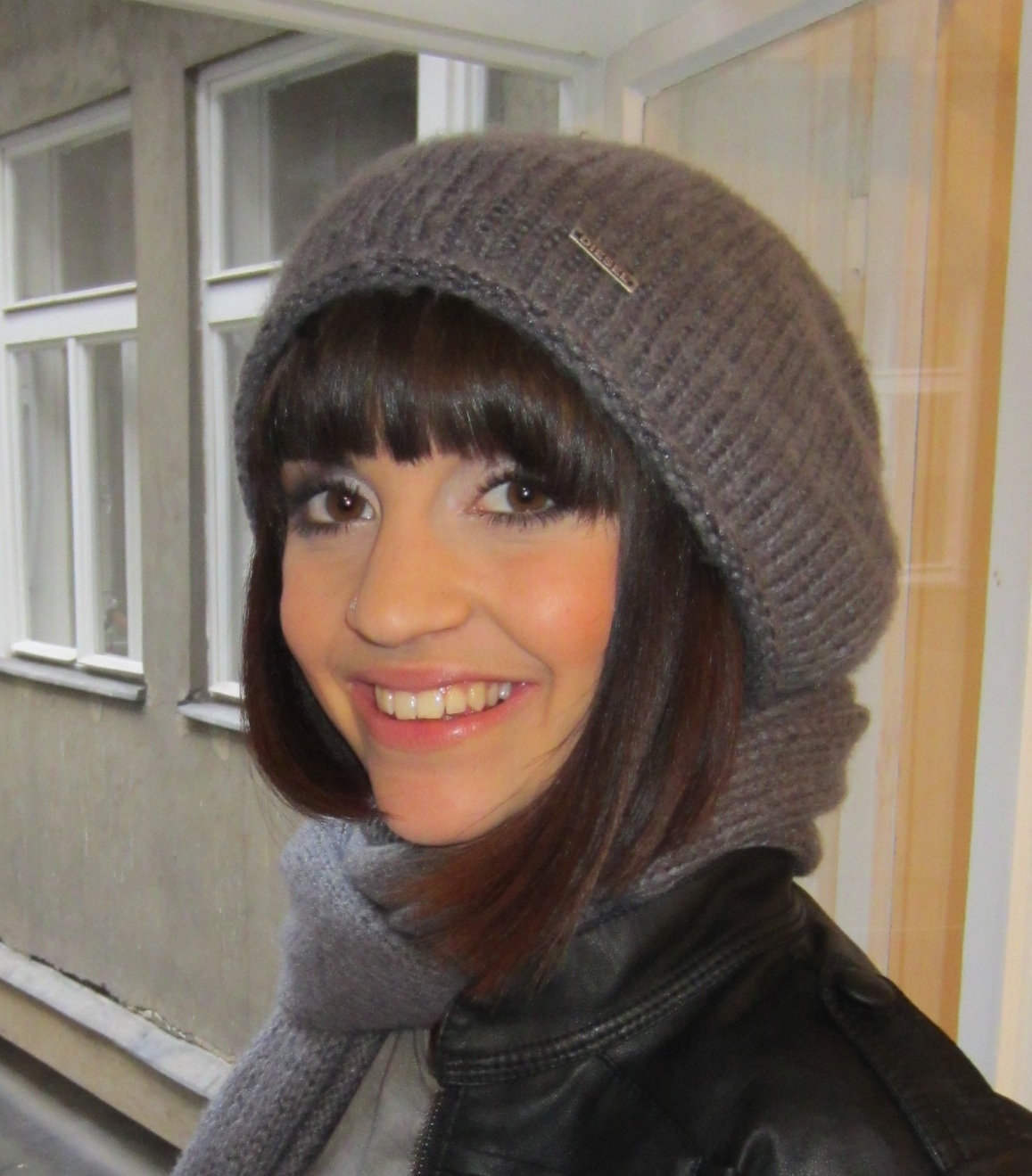
Nadine Beiler, die Siegerin der dritten Staffel

| Starmania-Finalisten (ausgeschieden am) |                   |
| Nadine Beiler                           | Gewinnerin        |
| Thomas Neuwirth                         | 26. Jänner 2007   |
| Gernot Pachernigg                       | 26. Jänner 2007   |
| Mario Lang                              | 19. Jänner 2007   |
| Eric Papilaya                           | 12. Jänner 2007   |
| Martin Zerza                            | 5. Jänner 2007    |
| Falco De Jong Luneau                    | 29. Dezember 2006 |
| Birgit Kubica                           | 22. Dezember 2006 |
| Lois Zarculea                           | 15. Dezember 2006 |
| Andreas Beck                            | 8. Dezember 2006  |
| Johannes Palmer                         | 1. Dezember 2006  |
| Alexandra Golda                         | 24. November 2006 |

## Weitere Karrieren
Es wurde eine Boyband namens „jetzt anders!“, bestehend aus Thomas Neuwirth, Martin Zerza, Johannes Palmer und Falco De Jong Luneau, gegründet. Als Solokünstler veröffentlichten neben Nadine Beiler auch Gernot Pachernigg, Mario Lang und Eric Papilaya Singles.
Am 20. Februar 2007 wurde vom ORF bekanntgegeben, dass Eric Papilaya Österreichs Vertreter beim Song Contest 2007 ist. Sein Beitrag war auch offizielles Thema des Life Balls 2007.
Nadine Beiler vertrat Österreich beim Eurovision Song Contest 2011 und belegte den 18. Platz. Der zweitplatzierte Tom Neuwirth gewann als „Conchita Wurst“ drei Jahre später den Eurovision Song Contest 2014 in Kopenhagen.